# Diedenshausen (Gladenbach)
Diedenshausen (mundartlich Denshause) ist ein Dorf im Osten des Hessischen Hinterlandes und als solches ein Stadtteil der Stadt Gladenbach im mittelhessischen Landkreis Marburg-Biedenkopf.
Der Ort liegt im Gladenbacher Bergland und damit im Naturpark Lahn-Dill-Bergland.

## Geschichte

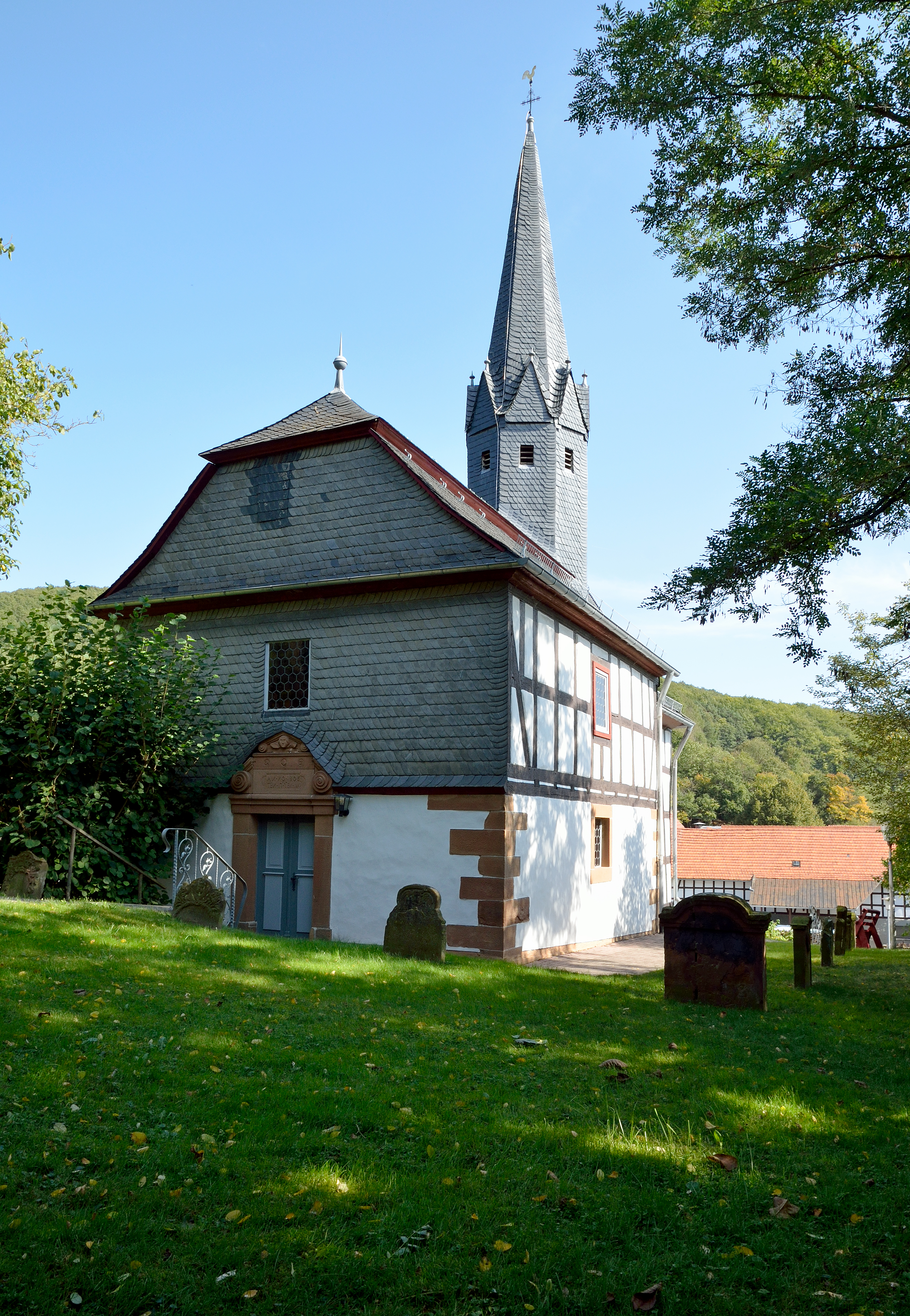
Kirche

### Ortsgeschichte
Die älteste bekannte schriftliche Erwähnung von Diedenshausen erfolgte unter dem Namen Didinshusen im Jahr 1237.
Im 19. Jahrhundert gab es in Diedenshausen drei Mühlen. Zwischen 1796 und 1805 wurde die evangelische Kirche gebaut. Im Jahr 1956 wurden einige Szenen des Heimatfilmes Mein Bruder Josua im Ort gedreht.
In erhaltenen Urkunden wurde Diedenshausen mit den folgenden Ortsnamen erwähnt:
- 1338 Dydinshußen/Didenshusen
- 1502 Diedentzhussen
- 1630 Dientshausen

Die Statistisch-topographisch-historische Beschreibung des Großherzogthums Hessen berichtet 1830 über Diedenshausen:

„Dietenshausen (L. Bez. Gladenbach) evangel. Filialderf; liegt 1 1⁄2 St. von Gladenbach, hat 20 Häuser und 122 evangelische Einwohner. Man findet 2 Mahlmühlen, womit 1 Oelmühle verbunden ist. Der Ort hat viele Waldung, einen guten Viehstand, aber eine unergiebige Feldgemarkung.“

Hessische Gebietsreform (1970–1977)
Zum 1. Juli 1974 erfolgte im Zuge der Gebietsreform in Hessen durch Landesgesetz der Zusammenschluss der Stadt Gladenbach mit den Gemeinden Bellnhausen, Diedenshausen, Erdhausen, Friebertshausen, Frohnhausen b. Gladenbach, Kehlnbach, Mornshausen a. S., Rachelshausen, Römershausen, Rüchenbach, Sinkershausen, Weidenhausen und Weitershausen zur heutigen Stadt Gladenbach. Für alle ehemals eigenständigen Gemeinden und die Kernstadt Gladenbach wurden Ortsbezirke mit Ortsbeirat und Ortsvorsteher nach der Hessischen Gemeindeordnung gebildet.

### Verwaltungsgeschichte im Überblick
Die folgende Liste zeigt die Staaten und Verwaltungseinheiten, denen Diedenshausen angehört(e):
- vor 1567: Heiliges Römisches Reich, Landgrafschaft Hessen, Amt Blankenstein, Untergericht Gladenbach
- ab 1567: Heiliges Römisches Reich, Landgrafschaft Hessen-Marburg, Amt Blankenstein, Untergericht Gladenbach[10]
- 1604–1648: strittig zwischen Hessen-Kassel und Hessen-Darmstadt (Hessenkrieg)
- ab 1604: Heiliges Römisches Reich, Landgrafschaft Hessen-Kassel, Amt Blankenstein
- ab 1627: Heiliges Römisches Reich, Landgrafschaft Hessen-Darmstadt, Oberfürstentum Hessen, Amt Blankenstein, Untergericht Gladenbach[11][12]
- ab 1806: Großherzogtum Hessen,[Anm. 2] Fürstentum Oberhessen, Amt Blankenstein, Land- und Rügengericht[13]
- ab 1815: Großherzogtum Hessen, Provinz Oberhessen, Amt Blankenstein
- ab 1821: Großherzogtum Hessen, Provinz Oberhessen, Landratsbezirk Gladenbach[Anm. 3]
- ab 1832: Großherzogtum Hessen, Provinz Oberhessen, Kreis Biedenkopf
- ab 1848: Großherzogtum Hessen, Regierungsbezirk Biedenkopf
- ab 1852: Großherzogtum Hessen, Provinz Oberhessen, Kreis Biedenkopf
- ab 1867: Norddeutscher Bund[Anm. 4], Königreich Preußen,[Anm. 5] Provinz Hessen-Nassau,  Regierungsbezirk Wiesbaden, Kreis Biedenkopf (übergangsweise Hinterlandkreis)[12]
- ab 1871: Deutsches Reich, Königreich Preußen, Provinz Hessen-Nassau, Regierungsbezirk Wiesbaden, Kreis Biedenkopf
- ab 1918: Deutsches Reich (Weimarer Republik), Freistaat Preußen, Provinz Hessen-Nassau, Regierungsbezirk Wiesbaden, Kreis Biedenkopf
- ab 1932: Deutsches Reich, Freistaat Preußen, Provinz Hessen-Nassau, Regierungsbezirk Wiesbaden, Landkreis Dillenburg
- ab 1933: Deutsches Reich, Freistaat Preußen, Provinz Hessen-Nassau, Regierungsbezirk Wiesbaden, Landkreis Biedenkopf
- ab 1944: Deutsches Reich, Freistaat Preußen, Provinz Nassau, Landkreis Biedenkopf
- ab 1945: Amerikanische Besatzungszone,[Anm. 6] Groß-Hessen, Regierungsbezirk Wiesbaden, Landkreis Biedenkopf
- ab 1946: Amerikanische Besatzungszone, Hessen, Regierungsbezirk Wiesbaden, Landkreis Biedenkopf
- ab 1949: Bundesrepublik Deutschland, Hessen, Regierungsbezirk Wiesbaden, Landkreis Biedenkopf
- ab 1968: Bundesrepublik Deutschland, Hessen, Regierungsbezirk Darmstadt, Kreis Biedenkopf
- ab 1974: Bundesrepublik Deutschland, Hessen, Regierungsbezirk Kassel, Landkreis Marburg-Biedenkopf, Stadt Gladenbach[Anm. 7]
- ab 1981: Bundesrepublik Deutschland, Hessen, Regierungsbezirk Gießen, Landkreis Marburg-Biedenkopf, Stadt Gladenbach

### Gerichte seit 1821
Die Rechtsprechung ging 1821 im Rahmen der Trennung von Justiz und Verwaltung auf die neu geschaffenen Landgerichte über. „Landgericht Gladenbach“ war von 1821 bis zur Abtretung an Preußen 1866 die Bezeichnung für das erstinstanzliche Gericht in Gladenbach. Für die Provinz Oberhessen wurde das Hofgericht Gießen als Gericht der zweiten Instanz eingerichtet. Übergeordnet war das Oberappellationsgericht Darmstadt.
Infolge der Neuordnung der Gerichtsbezirke in der Provinz Oberhessen mit Wirkung vom 15. Oktober 1853 wurde Diedenshausen an das Landgericht Biedenkopf abgetreten.
Nach der Abtretung des Kreises Biedenkopf an Preußen infolge des Friedensvertrags vom 3. September 1866 des Großherzogtums Hessen mit dem Königreich Preußen wurde der Landgerichtsbezirk Biedenkopf preußisch. Im Juni 1867 regelte eine königliche Verordnung die Gerichtsverfassung im vormaligen Herzogtum Nassau und den vormals zum Großherzogtum Hessen gehörenden Gebietsteilen neu. Die bisherigen Gerichtsbehörden wurden aufgehoben und durch Amtsgerichte in erster, Kreisgerichte in zweiter und ein Appellationsgericht in dritter Instanz ersetzt. Damit wurde am 1. September 1867 das Landgericht in Amtsgericht Biedenkopf umbenannt. Die Gerichte der übergeordneten Instanzen waren das Kreisgericht Dillenburg und das Appellationsgericht Wiesbaden. Mit dem Inkrafttreten der Reichsjustizgesetze 1877 war das Landgericht Marburg das Gericht zweiter Instanz. 1944 wurde das Gericht kurzzeitig dem Sprengel des Landgerichts Limburg zugeordnet und kam am 1. Januar 1949 wieder zum Landgericht Marburg.

## Bevölkerung

### Einwohnerstruktur 2011
Nach den Erhebungen des Zensus 2011 lebten am Stichtag dem 9. Mai 2011 in Diedenshausen 126 Einwohner. Darunter waren 3 (= 2,4 %) Ausländer.
Nach dem Lebensalter waren 21 Einwohner unter 18 Jahren, 48 zwischen 18 und 49, 30 zwischen 50 und 64 und 27 Einwohner waren älter.
Die Einwohner lebten in 42 Haushalten. Davon waren 6 Singlehaushalte, 12 Paare ohne Kinder und 18 Paare mit Kindern, sowie 3 Alleinerziehende und 3 Wohngemeinschaften. In 9 Haushalten lebten ausschließlich Senioren/-innen und in 24 Haushaltungen leben keine Senioren/-innen.

### Einwohnerentwicklung
| Quelle: | Historisches Ortslexikon                   |
| • 1502: | 010 Männer                                 |
| • 1577: | 009 Hausgesesse                            |
| • 1630: | 008 Untertanen (8 zweispännige Ackerleute) |
| • 1742: | 019 Haushalte                              |
| • 1791: | 109 Einwohner                              |
| • 1800: | 117 Einwohner                              |
| • 1806: | 132 Einwohner, 18 Häuser                   |
| • 1829: | 122 Einwohner, 18 Häuser                   |

| Diedenshausen: Einwohnerzahlen von 1791 bis 2020 | Diedenshausen: Einwohnerzahlen von 1791 bis 2020 | Diedenshausen: Einwohnerzahlen von 1791 bis 2020 | Diedenshausen: Einwohnerzahlen von 1791 bis 2020 | Diedenshausen: Einwohnerzahlen von 1791 bis 2020 |
| --- | ------------------------------------------------ | ------------------------------------------------ | ------------------------------------------------ | ------------------------------------------------ |
| Jahr |                                                  |                                                  |                                                  | Einwohner                                        |
| 1791 | 1791                                             |                                                  | 109                                              | 109                                              |
| 1800 | 1800                                             |                                                  | 117                                              | 117                                              |
| 1806 | 1806                                             |                                                  | 132                                              | 132                                              |
| 1829 | 1829                                             |                                                  | 122                                              | 122                                              |
| 1834 | 1834                                             |                                                  | 125                                              | 125                                              |
| 1840 | 1840                                             |                                                  | 131                                              | 131                                              |
| 1846 | 1846                                             |                                                  | 138                                              | 138                                              |
| 1852 | 1852                                             |                                                  | 142                                              | 142                                              |
| 1858 | 1858                                             |                                                  | 144                                              | 144                                              |
| 1864 | 1864                                             |                                                  | 128                                              | 128                                              |
| 1871 | 1871                                             |                                                  | 128                                              | 128                                              |
| 1875 | 1875                                             |                                                  | 142                                              | 142                                              |
| 1885 | 1885                                             |                                                  | 157                                              | 157                                              |
| 1895 | 1895                                             |                                                  | 139                                              | 139                                              |
| 1905 | 1905                                             |                                                  | 139                                              | 139                                              |
| 1910 | 1910                                             |                                                  | 165                                              | 165                                              |
| 1925 | 1925                                             |                                                  | 163                                              | 163                                              |
| 1939 | 1939                                             |                                                  | 136                                              | 136                                              |
| 1946 | 1946                                             |                                                  | 197                                              | 197                                              |
| 1950 | 1950                                             |                                                  | 200                                              | 200                                              |
| 1956 | 1956                                             |                                                  | 144                                              | 144                                              |
| 1961 | 1961                                             |                                                  | 126                                              | 126                                              |
| 1967 | 1967                                             |                                                  | 119                                              | 119                                              |
| 1980 | 1980                                             |                                                  | ?                                                | ?                                                |
| 1990 | 1990                                             |                                                  | ?                                                | ?                                                |
| 2000 | 2000                                             |                                                  | ?                                                | ?                                                |
| 2004 | 2004                                             |                                                  | 136                                              | 136                                              |
| 2006 | 2006                                             |                                                  | 129                                              | 129                                              |
| 2011 | 2011                                             |                                                  | 126                                              | 126                                              |
| 2013 | 2013                                             |                                                  | 134                                              | 134                                              |
| 2015 | 2015                                             |                                                  | 130                                              | 130                                              |
| 2020 | 2020                                             |                                                  | 128                                              | 128                                              |
| Datenquelle: Historisches Gemeindeverzeichnis für Hessen: Die Bevölkerung der Gemeinden 1834 bis 1967. Wiesbaden: Hessisches Statistisches Landesamt, 1968. Weitere Quellen: LAGIS:; Ab 2000 Stadt Gladenbach (webarchiv); Zensus 2011 |                                                  |                                                  |                                                  |                                                  |

### Historische Religionszugehörigkeit
| Quelle: | Historisches Ortslexikon                                         |
| • 1829: | 122 evangelische (= 100 %) Einwohner                             |
| • 1885: | 157 evangelische (= 100 %) Einwohner                             |
| • 1961: | 126 evangelische (= 95,24 %), 6 katholische (= 4,76 %) Einwohner |

### Historische Erwerbstätigkeit
| • 1867  | Erwerbspersonen: 32 Landwirtschaft, 5 Gewerbe und Industrie                                                                       |
| • 1961: | Erwerbspersonen: 57 Land- und Forstwirtschaft, 20 produzierendes Gewerbe, 2 Handel und Verkehr, 5 Dienstleistungen und sonstiges. |

## Infrastruktur
Im Ort gibt es:
- ein Dorfgemeinschaftshaus
- die denkmalgeschützte Kirche